# Ambon-Drachenkopf
Der Ambon-Drachenkopf (Pteroidichthys amboinensis) ist ein bodenlebender Meeresfisch aus der Familie der Skorpionfische (Scorpaenidae) und ist die einzige Art der Gattung Pteroidichthys (Name: wegen Ähnlichkeit zu Pterois).

## Verbreitung
Er lebt disjunkt im Roten Meer und im westlichen Indopazifik bei Indonesien (Sulawesi, Ambon bis Bali), Neuguinea, Japan, Ryukyu, Saipan, Vietnam und Madras vor allem auf Weichböden und in Algenfeldern in Tiefen von 3 bis 50 Metern.

## Merkmale
Die mit einer Vielzahl von Auswüchsen getarnten Tiere können gelb, braun, grün oder rot sein, je nach den in ihrem Habitat vorherrschenden Algenarten. Pteroidichthys amboinensis wird zwölf Zentimeter lang. Über den hochstehenden Augen haben sie große fransige Hauttentakel, auch der übrige Körper ist mit Hautfransen getarnt. Das Maul weist schräg nach oben. Die Afterflosse der Fische hat zwei Hartstrahlen und 6½ Weichstrahlen. Mit Hilfe der Brust- und Bauchflossen kann er langsam über den Meeresgrund kriechen.